# Euplectrus prashanti
Euplectrus prashanti är en stekelart som beskrevs av Khan, Agnohitri och Sushil 2005. Euplectrus prashanti ingår i släktet Euplectrus och familjen finglanssteklar. Inga underarter finns listade i Catalogue of Life.